# Даниела Дикова
Даниела Дикова е концертираща партнираща пианистка, създателка на трио „Арденца“ и на международния конкурс за непрофесионални пианисти Vivapiano.
Председател е на първата частна фондация за камерна музика „Арденца“, организатор на фестивал „АмБъл“ на американска и българска музика и на „Ethno Rila Music Exchange“. Защитила е докторат на тема „Клавирният акомпанимент“ в Националната музикална академия „Панчо Владигеров“, в която преподава.

## Биография
Даниела Дикова завършва класа на проф. Лили Атанасова в Българската национална консерватория и специализира камерна музика и съпровод. През 2014 г. защитава докторска дисертация на тема „Клавирният съпровод“.
След дългогодишно творческо сътрудничество с американския виолончелист Джефри Дийн, през 2004 г. сформира Арденца (трио), а през 2008 г. създава Фондация „АРДЕНЦА“. Създател, артистичен ръководител и организатор е на първия по рода си на Балканите конкурс за пианисти-непрофесионалисти VIVAPIANO, за който е наградена с националната награда „Златно перо“ за принос в българската култура, фестивал „Етно Рила“ и творческа занималня с изкуство за деца АРТденциета.
Богатият ѝ опит на партниращ пианист включва изпълнения в различни камерни формации с партньори като Петко Радев – кларинет, Гинка Гичкова – цигулка, Стефан Попов – виолончело, Гавриел Либкинд – виолончело, Елена Баръмова – сопран, Анджела Парк – виолончело. Участвала е като акомпанятор на всички национални и международни конкурси в България, както и на „Белведере“ – Виена, „Чайковски“ – Москва, „А. Попа“ – Румъния, „Рай Уно“ – Италия и много други. Правила е записи за Българско национално радио, Българска национална телевизия и е концертирала в Италия, Германия, Франция, Швейцария, Австрия, Южна Корея и много други страни 